# Rhynchosia densiflora
Rhynchosia densiflora är en ärtväxtart som först beskrevs av Albrecht Wilhelm Roth, och fick sitt nu gällande namn av Dc. Rhynchosia densiflora ingår i släktet Rhynchosia och familjen ärtväxter.

## Underarter
Arten delas in i följande underarter:
- R. d. chrysadenia
- R. d. debilis
- R. d. stuhlmannii